# EDO DRAM

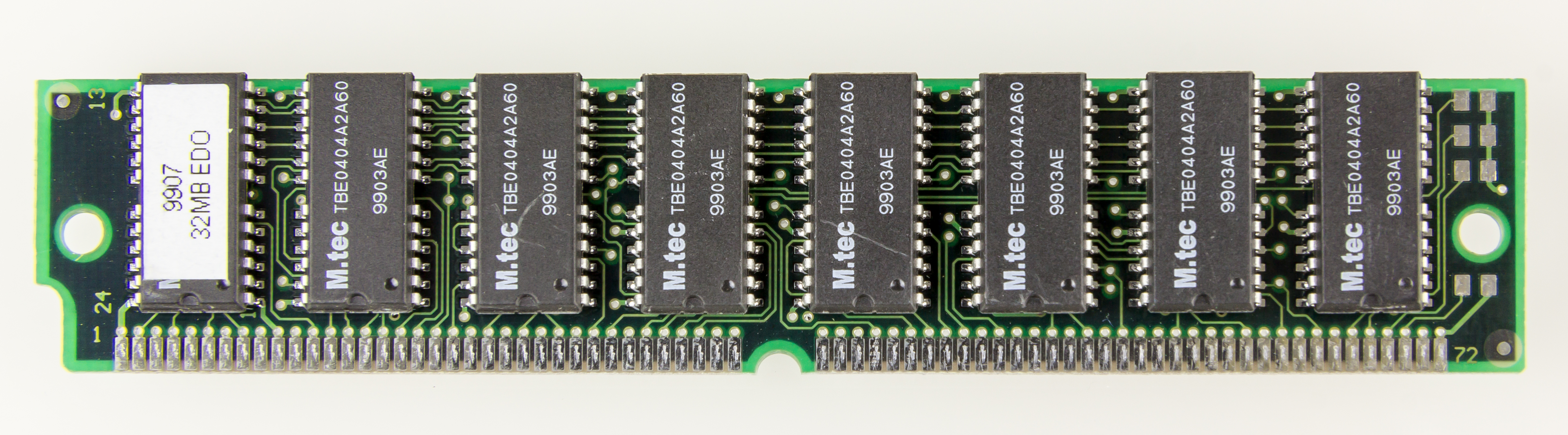
Kość EDO DRAM

EDO RAM (ang. Extended Data Out Random Access Memory) – czasem nazywana także Hyper Page Mode enabled DRAM, jest podobna do modułów FPM DRAM, z tą różnicą, że nowy cykl dostępu (odczytu lub zapisu) może zostać rozpoczęty jeszcze w trakcie trwania poprzedniego. Pozwala to na usunięcie „dziur” między operacjami spowodowanych głównie koniecznością odczekania kilku cykli zegarowych na zakończenie operacji wyboru kolumny (CAS). Średni przyrost wydajności tych pamięci w stosunku do modułów FPM wynosił około 5%. Moduły EDO zostały wprowadzone do powszechnego użytku w 1995 roku wraz z wydaniem przez Intela chipsetu i430FX, który zawierał obsługę ulepszonego mechanizmu EDO.
Moduły EDO posiadały możliwość ukończenia operacji odczytu w jednym cyklu zegara. W innym wypadku sekwencyjny odczyt pamięci z jednej strony (jeśli była już wybrana) zabierał dwa, a nie trzy cykle zegarowe. Wydajność pamięci EDO i jej możliwości pozwalały w pewnym stopniu na zastąpienie powolnej pamięci L2 procesorów. Pozwoliła ona także na podniesienie wydajności komputerów nie wyposażonych w pamięć podręczną drugiego poziomu oraz obniżenie kosztów całego systemu.
Większość sprzętu akceptującego 72-pinowe moduły SIMM jest w stanie używać obu rodzajów pamięci (FPM lub EDO). Problemy jednak mogą się pojawiać jeśli w jednym systemie zainstalowane są oba rodzaje modułów na raz. Wczesne modele drukarek Hewlett-Packard posiadały wbudowany RAM typu FPM; Niektóre modele pracowały poprawnie także z dodanymi modułami EDO.